# Chaetodon ornatissimus
Chaetodon ornatissimus là một loài cá biển thuộc chi Cá bướm (phân chi Citharoedus) trong họ Cá bướm. Loài này được mô tả lần đầu tiên vào năm 1831.

## Từ nguyên
Tính từ định danh ornatissimus trong tiếng Latinh mang nghĩa là "được trang trí rất công phu" (issimus: hậu tố so sánh bậc nhất), hàm ý đề cập đến màu sắc bắt mắt của loài cá này.

## Phạm vi phân bố và môi trường sống
Từ Sri Lanka và Maldives, C. ornatissimus được phân bố trải dài về phía đông đến quần đảo Hawaii (Hoa Kỳ), quần đảo Australes và quần đảo Gambier (Polynésie thuộc Pháp), cũng như đảo Ducie (quần đảo Pitcairn), ngược lên phía bắc đến bờ biển phía nam Nhật Bản (gồm cả quần đảo Ogasawara), xa về phía nam đến bờ đông Úc (gồm cả đảo Lord Howe) và Rapa Iti. C. ornatissimus cũng đã được ghi nhận tại đảo Phục Sinh (Chile), mở rộng phạm vi của loài này về phía đông.
Ở Việt Nam, C. ornatissimus được ghi nhận tại cù lao Chàm (Quảng Nam), đảo Lý Sơn (Quảng Ngãi) và quần đảo Hoàng Sa; Phú Yên; vịnh Nha Trang (Khánh Hòa); Ninh Thuận; cù lao Câu và một số đảo đá ngoài khơi Bình Thuận; cũng như tại quần đảo Trường Sa.
C. ornatissimus sống tập trung ở những khu vực mà san hô phát triển phong phú trên các rạn viền bờ hay trong các đầm phá nước trong, được tìm thấy ở độ sâu đến ít nhất là 36 m.

## Mô tả
C. ornatissimus có chiều dài cơ thể lớn nhất được ghi nhận là 20 cm. Loài này có màu trắng xanh với các sọc chéo màu cam ở hai bên thân. Có một dải sọc đen viền vàng từ đỉnh đầu băng dọc qua mắt, và một dải tương tự bao quanh mõm. Trên nắp mang có hai vạch đen, vạch ngay sau mắt nối liền với sọc đen dọc theo rìa vây lưng. Vây lưng có dải vàng dọc theo rìa ngoài. Vây hậu môn có dải đen viền vàng ở rìa, bên trong có một dải nâu. Vây bụng màu vàng. Vây ngực phớt vàng, trong mờ. Vây đuôi trong suốt ở rìa sau, có hai vạch sọc đen.
Số gai ở vây lưng: 12; Số tia vây ở vây lưng: 24–28; Số gai ở vây hậu môn: 3; Số tia vây ở vây hậu môn: 20–23; Số tia vây ở vây ngực: 15–16; Số gai ở vây bụng: 1; Số tia vây ở vây bụng: 5; Số vảy đường bên: 47–52.

## Sinh thái học

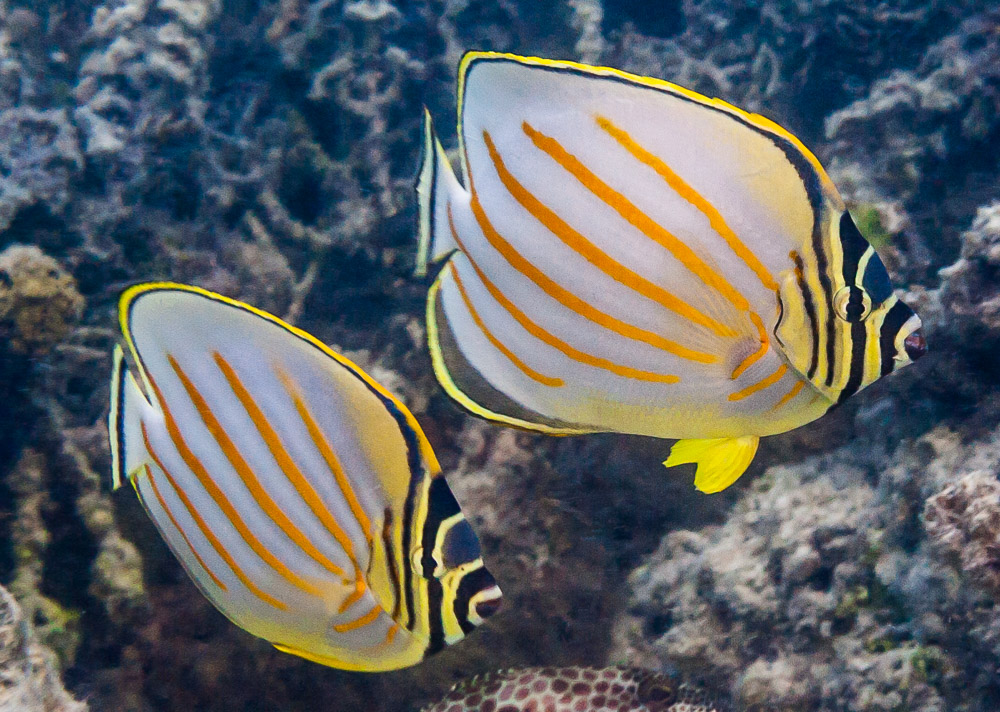
Một đôi C. ornatissimus (chụp tại đảo Moorea, Polynésie thuộc Pháp)

C. ornatissimus là loài ăn san hô chuyên biệt, tuy nhiên chúng chỉ ăn chất nhầy của san hô, khác biệt hoàn toàn so với những loài cá bướm khác ăn chủ yếu là polyp san hô.
Cá trưởng thành kết đôi với nhau và sống chung trong một lãnh thổ, cá con thường sống đơn độc gần các cụm san hô cành.

## Lai tạp
Những cá thể mang kiểu màu trung gian giữa C. ornatissimus với hai loài chị em trong phân chi Citharoedus là Chaetodon meyeri và Chaetodon reticulatus đã được bắt gặp trong tự nhiên.

## Thương mại
C. ornatissimus ít được xuất khẩu trong các hoạt động kinh doanh cá cảnh. Do chế độ ăn đặc biệt nên chúng thường chết đói trong điều kiện nuôi nhốt.